# Nuestra Belleza Latina 2015
Nuestra Belleza Latina 2015 fue la novena temporada del certamen de belleza y reality Nuestra Belleza Latina, donde Francisca Lachapel de  República Dominicana se coronó como Nuestra Belleza Latina 2015.
El estreno de la temporada fue el domingo 18 de enero de 2015 a las 8 pm/7c, el primer estreno de las nueve  nuevas temporadas. El final de temporada fue en domingo 12 de abril de 2015.

## Resultados 2015
| Resultados                  | Concursantes |
| --------------------------- | --- |
| Nuestra Belleza Latina 2015 | - República Dominicana - Francisca Lachapel |
| 2° lugar                    | - Honduras - Nathalia Casco |
| 3° lugar                    | - Puerto Rico - Catherine Castro |
| 4° lugar                    | - República Dominicana - Clarissa Molina |
| 5° lugar                    | - México - Mariana Torres |
| 6° lugar                    | - República Dominicana - Geisha Montes De Oca |
| 7° lugar                    | - México - Cynthia Pérez |
| 8° lugar                    | - Cuba - Lisandra Silva |
| 9° lugar                    | - México - Bridget Ruíz |
| 10° lugar                   | - México - Gloricely Loug |
| 11° lugar                   | - Puerto Rico - Nadyalee Torres |
| 12° lugar                   | - México - Anayeli de Santiago |
| Top 20                      | - Colombia - Janith Arias - Cuba - Yisel Pereira - República Dominicana - Carolina Peguero - México - Raquel Huerta - México - Julita Palomera - Puerto Rico - Mayra Matos - Puerto Rico - Ashley Pérez - Venezuela - Stephanie Mogollon |

## Progreso de la Competencia
| Top 12 | Ganadora | Finalista |

| Salvadas | Ganadora (s) del reto semanal | Amenazada | Amenazada Salvada por las compañeras | Amenazada Salvada por los jueces | Eliminada |

| Etapa:  | Etapa:  | Etapa:    | Finalista | Finalista | Finalista | Finalista | Finalista | Finalista | Finalista | Finalista | Finalista | Finalista | Finalista | Semi-Finalista | Gala Final |           |
| Semana: | Semana: | Semana:   | 1         | 1         | 2         | 3         | 4         | 5         | 6         | 7         | 7         | 8         | 9         | 10             | 11         |           |
| Lugar   | Pais    | Candidata | Resultado | Resultado | Resultado | Resultado | Resultado | Resultado | Resultado | Resultado | Resultado | Resultado | Resultado | Resultado      | Resultado  | Resultado |

| 1ª     | Bandera de la República Dominicana       | Francisca Lachapel   | Avanza                     | Top 12                     | Safe                       | Safe                       | Safe                       | Won                        | Safe                       | Won                        | Safe                       | Safe                       | Safe                       | Safe                       | Ganadora                   |            |  |  |  |  |  |  |  |  |  |  |
| 2ª     | Bandera de Honduras                      | Nathalia Casco       | Avanza                     | Top 12                     | Bottom 2                   | Safe                       | Safe                       | Bottom 2                   | Safe                       | Bottom 2                   | Safe                       | Bottom 2                   | Bottom 2                   | Safe                       | 2 Lugar                    |            |  |  |  |  |  |  |  |  |  |  |
| 3ª     | Bandera de Puerto Rico                   | Catherine Castro     | Avanza                     | Top 12                     | Bottom 3                   | Safe                       | Bottom 3                   | Safe                       | Bottom 2                   | Safe                       | Safe                       | Bottom 3                   | Won                        | Won                        | 3 Lugar                    |            |  |  |  |  |  |  |  |  |  |  |
| 4ª     | Bandera de la República Dominicana       | Clarissa Molina      | Avanza                     | Top 12                     | Won                        | Bottom 3                   | Safe                       | Bottom 3                   | Won                        | Safe                       | Safe                       | Won                        | Safe                       | Won                        | 4 Lugar                    |            |  |  |  |  |  |  |  |  |  |  |
| 5ª     | Bandera de México                        | Mariana Torres       | Avanza                     | Top 12                     | Safe                       | Safe                       | Safe                       | Safe                       | Safe                       | Safe                       | Safe                       | Safe                       | Bottom 2                   | 5 Lugar                    | Invitada                   |            |  |  |  |  |  |  |  |  |  |  |
| 6ª     | Bandera de la República Dominicana       | Geisha Montes de Oca | Avanza                     | Top 12                     | Won                        | Bottom 2                   | Bottom 2                   | Safe                       | Safe                       | Safe                       | Safe                       | Bottom 2                   | 6 Lugar                    |                            |                            |            |  |  |  |  |  |  |  |  |  |  |
| 7ª     | Bandera de México                        | Cynthia Pérez        | Avanza                     | Top 12                     | Safe                       | Safe                       | Won                        | Safe                       | Bottom 3                   | Bottom 2                   | 7 Lugar                    |                            |                            |                            |                            |            |  |  |  |  |  |  |  |  |  |  |
| 8ª     | Bandera de Cuba                          | Lisandra Silva       | Avanza                     | Top 12                     | Bottom 4                   | Won                        | Safe                       | Safe                       | Bottom 2                   | 8 Lugar                    |                            |                            |                            | Guest                      | Guest                      |            |  |  |  |  |  |  |  |  |  |  |
| 9ª     | Bandera de México                        | Bridget Ruiz         | Avanza                     | Top 12                     | Won                        | Safe                       | Safe                       | Bottom 2                   | 9 Lugar                    |                            |                            |                            |                            |                            |                            |            |  |  |  |  |  |  |  |  |  |  |
| 10ª    | Bandera de México                        | Gloricely Loug       | Avanza                     | Top 12                     | Won                        | Safe                       | Bottom 2                   | 10 Lugar                   |                            |                            |                            |                            |                            |                            |                            |            |  |  |  |  |  |  |  |  |  |  |
| 11ª    | Bandera de Puerto Rico                   | Nadyalee Torres      | Avanza                     | Top 12                     | Won                        | Bottom 2                   | 11 Lugar                   |                            |                            |                            |                            |                            |                            |                            |                            |            |  |  |  |  |  |  |  |  |  |  |
| 12ª    | Bandera de México                        | Anayeli De Santiago  | Avanza                     | Top 12                     | Bottom 2                   | 12 Lugar                   |                            |                            |                            |                            |                            |                            |                            |                            |                            |            |  |  |  |  |  |  |  |  |  |  |
| Top 20 | Bandera de Colombia                      | Janith Arias         | Avanza                     | Eliminadas                 | Eliminadas                 | Eliminadas                 | Eliminadas                 | Eliminadas                 | Eliminadas                 | Eliminadas                 | Eliminadas                 | Eliminadas                 | Eliminadas                 | Eliminadas                 | Eliminadas                 | Eliminadas |  |  |  |  |  |  |  |  |  |  |
| Top 20 | Bandera de Cuba                          | Yisel Pereira        | Avanza                     | Eliminadas                 | Eliminadas                 | Eliminadas                 | Eliminadas                 | Eliminadas                 | Eliminadas                 | Eliminadas                 | Eliminadas                 | Eliminadas                 | Eliminadas                 | Eliminadas                 | Eliminadas                 | Eliminadas |  |  |  |  |  |  |  |  |  |  |
| Top 20 | Bandera de México                        | Raquel Huerta        | Avanza                     | Eliminadas                 | Eliminadas                 | Eliminadas                 | Eliminadas                 | Eliminadas                 | Eliminadas                 | Eliminadas                 | Eliminadas                 | Eliminadas                 | Eliminadas                 | Eliminadas                 | Eliminadas                 | Eliminadas |  |  |  |  |  |  |  |  |  |  |
| Top 20 | Bandera de México                        | Julita Palomera      | Avanza                     | Eliminadas                 | Eliminadas                 | Eliminadas                 | Eliminadas                 | Eliminadas                 | Eliminadas                 | Eliminadas                 | Eliminadas                 | Eliminadas                 | Eliminadas                 | Eliminadas                 | Eliminadas                 | Eliminadas |  |  |  |  |  |  |  |  |  |  |
| Top 20 | Bandera de Puerto Rico                   | Mayra Matos          | Avanza                     | Eliminadas                 | Eliminadas                 | Eliminadas                 | Eliminadas                 | Eliminadas                 | Eliminadas                 | Eliminadas                 | Eliminadas                 | Eliminadas                 | Eliminadas                 | Eliminadas                 | Eliminadas                 | Eliminadas |  |  |  |  |  |  |  |  |  |  |
| Top 20 | Bandera de Puerto Rico                   | Ashley Pérez         | Avanza                     | Eliminadas                 | Eliminadas                 | Eliminadas                 | Eliminadas                 | Eliminadas                 | Eliminadas                 | Eliminadas                 | Eliminadas                 | Eliminadas                 | Eliminadas                 | Eliminadas                 | Eliminadas                 | Eliminadas |  |  |  |  |  |  |  |  |  |  |
| Top 20 | Bandera de la República Dominicana       | Carolina Peguero     | Avanza                     | Eliminadas                 | Eliminadas                 | Eliminadas                 | Eliminadas                 | Eliminadas                 | Eliminadas                 | Eliminadas                 | Eliminadas                 | Eliminadas                 | Eliminadas                 | Eliminadas                 | Eliminadas                 | Eliminadas |  |  |  |  |  |  |  |  |  |  |
| Top 20 | Bandera de Venezuela                     | Stephanie Mogollon   | Avanza                     | Eliminadas                 | Eliminadas                 | Eliminadas                 | Eliminadas                 | Eliminadas                 | Eliminadas                 | Eliminadas                 | Eliminadas                 | Eliminadas                 | Eliminadas                 | Eliminadas                 | Eliminadas                 | Eliminadas |  |  |  |  |  |  |  |  |  |  |
| Top 40 | Bandera de Cuba                          | Gladys Carredeguas   | Eliminadas                 | Eliminadas                 | Eliminadas                 | Eliminadas                 | Eliminadas                 | Eliminadas                 | Eliminadas                 | Eliminadas                 | Eliminadas                 | Eliminadas                 | Eliminadas                 | Eliminadas                 | Eliminadas                 |            |  |  |  |  |  |  |  |  |  |  |
| Top 40 | Bandera de Colombia · Bandera de Líbano  | Sheareen Natour      | Eliminadas                 | Eliminadas                 | Eliminadas                 | Eliminadas                 | Eliminadas                 | Eliminadas                 | Eliminadas                 | Eliminadas                 | Eliminadas                 | Eliminadas                 | Eliminadas                 | Eliminadas                 | Eliminadas                 |            |  |  |  |  |  |  |  |  |  |  |
| Top 40 | Bandera de Colombia                      | Heidy Sánchez        | Eliminadas                 | Eliminadas                 | Eliminadas                 | Eliminadas                 | Eliminadas                 | Eliminadas                 | Eliminadas                 | Eliminadas                 | Eliminadas                 | Eliminadas                 | Eliminadas                 | Eliminadas                 | Eliminadas                 |            |  |  |  |  |  |  |  |  |  |  |
| Top 40 | Bandera de la República Dominicana       | Ceylin Rosario       | Eliminadas                 | Eliminadas                 | Eliminadas                 | Eliminadas                 | Eliminadas                 | Eliminadas                 | Eliminadas                 | Eliminadas                 | Eliminadas                 | Eliminadas                 | Eliminadas                 | Eliminadas                 | Eliminadas                 |            |  |  |  |  |  |  |  |  |  |  |
| Top 40 | Bandera de la República Dominicana       | Taina Pimentel       | Eliminadas                 | Eliminadas                 | Eliminadas                 | Eliminadas                 | Eliminadas                 | Eliminadas                 | Eliminadas                 | Eliminadas                 | Eliminadas                 | Eliminadas                 | Eliminadas                 | Eliminadas                 | Eliminadas                 |            |  |  |  |  |  |  |  |  |  |  |
| Top 40 | Bandera de la República Dominicana       | Fanny Abreu          | Eliminadas                 | Eliminadas                 | Eliminadas                 | Eliminadas                 | Eliminadas                 | Eliminadas                 | Eliminadas                 | Eliminadas                 | Eliminadas                 | Eliminadas                 | Eliminadas                 | Eliminadas                 | Eliminadas                 |            |  |  |  |  |  |  |  |  |  |  |
| Top 40 | Bandera de Guatemala                     | Keren Marroquín      | Eliminadas                 | Eliminadas                 | Eliminadas                 | Eliminadas                 | Eliminadas                 | Eliminadas                 | Eliminadas                 | Eliminadas                 | Eliminadas                 | Eliminadas                 | Eliminadas                 | Eliminadas                 | Eliminadas                 |            |  |  |  |  |  |  |  |  |  |  |
| Top 40 | Bandera de México                        | Elsa Chumacero       | Eliminadas                 | Eliminadas                 | Eliminadas                 | Eliminadas                 | Eliminadas                 | Eliminadas                 | Eliminadas                 | Eliminadas                 | Eliminadas                 | Eliminadas                 | Eliminadas                 | Eliminadas                 | Eliminadas                 |            |  |  |  |  |  |  |  |  |  |  |
| Top 40 | Bandera de México                        | Natalie Rosas        | Eliminadas                 | Eliminadas                 | Eliminadas                 | Eliminadas                 | Eliminadas                 | Eliminadas                 | Eliminadas                 | Eliminadas                 | Eliminadas                 | Eliminadas                 | Eliminadas                 | Eliminadas                 | Eliminadas                 |            |  |  |  |  |  |  |  |  |  |  |
| Top 40 | Bandera de México                        | Nataly Pustin        | Eliminadas                 | Eliminadas                 | Eliminadas                 | Eliminadas                 | Eliminadas                 | Eliminadas                 | Eliminadas                 | Eliminadas                 | Eliminadas                 | Eliminadas                 | Eliminadas                 | Eliminadas                 | Eliminadas                 |            |  |  |  |  |  |  |  |  |  |  |
| Top 40 | Bandera de México                        | Jasmin Torres        | Eliminadas                 | Eliminadas                 | Eliminadas                 | Eliminadas                 | Eliminadas                 | Eliminadas                 | Eliminadas                 | Eliminadas                 | Eliminadas                 | Eliminadas                 | Eliminadas                 | Eliminadas                 | Eliminadas                 |            |  |  |  |  |  |  |  |  |  |  |
| Top 40 | Bandera de México                        | Karely Navia         | Eliminadas                 | Eliminadas                 | Eliminadas                 | Eliminadas                 | Eliminadas                 | Eliminadas                 | Eliminadas                 | Eliminadas                 | Eliminadas                 | Eliminadas                 | Eliminadas                 | Eliminadas                 | Eliminadas                 |            |  |  |  |  |  |  |  |  |  |  |
| Top 40 | Bandera de México                        | Beberly Saavedra     | Eliminadas                 | Eliminadas                 | Eliminadas                 | Eliminadas                 | Eliminadas                 | Eliminadas                 | Eliminadas                 | Eliminadas                 | Eliminadas                 | Eliminadas                 | Eliminadas                 | Eliminadas                 | Eliminadas                 |            |  |  |  |  |  |  |  |  |  |  |
| Top 40 | Bandera de México                        | Claudia Sánchez      | Eliminadas                 | Eliminadas                 | Eliminadas                 | Eliminadas                 | Eliminadas                 | Eliminadas                 | Eliminadas                 | Eliminadas                 | Eliminadas                 | Eliminadas                 | Eliminadas                 | Eliminadas                 | Eliminadas                 |            |  |  |  |  |  |  |  |  |  |  |
| Top 40 | Bandera de México                        | Carolina Urrea       | Eliminadas                 | Eliminadas                 | Eliminadas                 | Eliminadas                 | Eliminadas                 | Eliminadas                 | Eliminadas                 | Eliminadas                 | Eliminadas                 | Eliminadas                 | Eliminadas                 | Eliminadas                 | Eliminadas                 |            |  |  |  |  |  |  |  |  |  |  |
| Top 40 | Bandera de Puerto Rico                   | Adamaris Cordero     | Eliminadas                 | Eliminadas                 | Eliminadas                 | Eliminadas                 | Eliminadas                 | Eliminadas                 | Eliminadas                 | Eliminadas                 | Eliminadas                 | Eliminadas                 | Eliminadas                 | Eliminadas                 | Eliminadas                 |            |  |  |  |  |  |  |  |  |  |  |
| Top 40 | Bandera de Puerto Rico                   | Jenifer Guevara      | Eliminadas                 | Eliminadas                 | Eliminadas                 | Eliminadas                 | Eliminadas                 | Eliminadas                 | Eliminadas                 | Eliminadas                 | Eliminadas                 | Eliminadas                 | Eliminadas                 | Eliminadas                 | Eliminadas                 |            |  |  |  |  |  |  |  |  |  |  |
| Top 40 | Bandera de Puerto Rico                   | Genesis Concepción   | Eliminadas                 | Eliminadas                 | Eliminadas                 | Eliminadas                 | Eliminadas                 | Eliminadas                 | Eliminadas                 | Eliminadas                 | Eliminadas                 | Eliminadas                 | Eliminadas                 | Eliminadas                 | Eliminadas                 |            |  |  |  |  |  |  |  |  |  |  |
| Top 40 | Bandera de Venezuela                     | Andrea Villaroel     | Eliminadas                 | Eliminadas                 | Eliminadas                 | Eliminadas                 | Eliminadas                 | Eliminadas                 | Eliminadas                 | Eliminadas                 | Eliminadas                 | Eliminadas                 | Eliminadas                 | Eliminadas                 | Eliminadas                 |            |  |  |  |  |  |  |  |  |  |  |
| Top 40 | Bandera de Argentina · Bandera de México | Mabelynn Capeluj     | Eliminada en el Aeropuerto | Eliminada en el Aeropuerto | Eliminada en el Aeropuerto | Eliminada en el Aeropuerto | Eliminada en el Aeropuerto | Eliminada en el Aeropuerto | Eliminada en el Aeropuerto | Eliminada en el Aeropuerto | Eliminada en el Aeropuerto | Eliminada en el Aeropuerto | Eliminada en el Aeropuerto | Eliminada en el Aeropuerto | Eliminada en el Aeropuerto |            |  |  |  |  |  |  |  |  |  |  |

## Datos de las Participantes
- Clarissa Molina participó en el concurso donde se elige la representante para el Miss Universo, de la República Dominicana, representando a la provincia de Espaillat. Esa noche fue elegida la nueva embajadora de la belleza en la República Dominicana. En el marco de un magno evento el cual brillo por la excelente producción de Nelson Muñoz, que lo retorno a su antiguo esplendor. Y participó en el concurso de Miss Universo donde se postuló como una de las grandes favoritas. Finalmente logró entrar al Top 10 cual de acuerdo las puntuaciones quedó en 6to lugar.
- Mabelynn Capeluj se coronó Miss California USA representando a Greater San Diego lo que le dio derecho a participar en Miss USA 2013.
- Mayra Matos representó a su natal Cabo Rojo en Miss Puerto Rico Universo 2009 en la cual además de ser la ganadora, se llevó el título del rostro más Bello. Y representó a Puerto Rico en el Miss Universo 2009 que se realizó en las Isla Bahamas. Desde su llegada fue una de las grandes favoritas pero solo logró ser la cuarta finalista al final del certamen, el cual ganó la venezolana Stefanía Fernández.

 Francisca Lachapel le llevó por primera vez la corona de  Nuestra Belleza Latina a su país República Dominicana con el 42.8% del apoyo del público.
- Datos: Q19264979